# Karl Seidelmann
Karl Seidelmann (* 9. Juli 1899 in Augsburg; † 30. März 1979 in Marburg) war ein deutscher Reformpädagoge, Professor für Erziehungswissenschaft, Pfadfinder-Funktionär, Lieder- und Sachbuchautor in der Tradition der bündischen Jugend.

## Leben

### Jugendzeit und Studium
Karl Seidelmann besuchte nach der Grundschule dasselbe Realgymnasium in Augsburg, auf dem auch Bertolt Brecht kurz zuvor Schüler war. Er trat 1912 dem Mittelschülerzug im Bayerischen Wehrkraftverein bei, einer Partnerorganisation der deutschen Pfadfinderbewegung. Anfang 1918 trat er als Fahnenjunker seinen Militärdienst an. Nach Kriegsende kämpfte er im Freikorps Wolf in Bayern. Anschließend besuchte er von 1919 an für zwei Jahre ein Lehrerseminar in Altdorf und wurde in dieser Zeit Mitglied und Gruppenführer der Pfadfinder (ab 1920 im Bund Deutscher Neupfadfinder, BdN) des Jugendpflegeverbandes Jungbayern, wo er diese Aufgaben mit „revolutionärem Schwung“ erfüllt haben soll. Im BdN stieg er zum Gauführer für Bayern auf. Nach seiner Seminarausbildung war er vier Jahre lang Volksschullehrer und begann 1924 ein Zweitstudium in Deutsch, Geschichte, Geographie und Pädagogik an der Universität München, das er 1927 mit Staatsexamen und danach der Assessorenprüfung abschloss.

### Bündische Jugend und Lehrtätigkeit
Der Bund Deutscher Neupfadfinder ging 1926 im Zusammenschluss mehrerer Bünde der Jugendbewegung, vor allem von Wandervogelgruppen, zum „Bund der Wandervögel und Pfadfinder“ auf, der nach Erweiterung 1927 bald den Namen „Deutsche Freischar“ (DF) trug. In jener Zeit galt Seidelmann überregional als musischer Erzpfadfinder und einer der Bahnbrecher der bündischen Jugendbewegung. 1922 bis 1928 war er in der Schriftleitung der Zeitschrift „Die Spur“ und als Autor in weiteren solchen Publikationen tätig. Als habilitierter Musikpädagoge textete und komponierte er während der Weimarer Republik zudem zahlreiche Pfadfinder- und Volkslieder und verfasste schon Bücher zu Erscheinungsformen der Jugendbewegung, beispielsweise zu Bund und Gruppe bzw. über die Pfadfinder. In der DF wurde er Gaukanzler von Bayern und Mitglied des Bundeskapitels. 1930 erfolgte seine Wahl zum Gauführer von Mitteldeutschland, und er organisierte mehrere große Zeltlager und Auslandsfahrten, auf denen auch Treffen mit Boy-scouts aus England stattfanden. Er gehörte zudem der Außengemeinde der reformpädagogischen Schule am Meer an. Im Lehrerberuf wurde Seidelmann 1928 einer der Gründer und später der Leiter eines Landerziehungsheimes in Bad Münder am Deister bis zu dessen Auflösung durch die Nationalsozialisten 1933. Auch die DF wurde im Juli 1933 vom NS-Regime aufgelöst.

### Zeit 1933 bis 1945
Nach kurzfristiger Haft und Berufsverbot wich Seidelmann auf eine zweijährige Tätigkeit als Lektor beim Voggenreiter Verlag aus. Zum 1. Mai 1933 trat er der Nationalsozialistischen Deutschen Arbeiterpartei bei, 1935 dem Nationalsozialistischen Lehrerbund, 1936 dem NS-Dozentenbund. Wohl durch Einflussnahme einstiger Gefährten aus der DF wurde er 1935 wieder Dozent, an der Hochschule für Lehrerbildung in Frankfurt (Oder). 1938 heiratete er, und 1940 wurde er Professor an der Lehrerhochschule in Koblenz, wo er bereits seit 1937 unterrichtet hatte. Ab 1941 leitete er Lehrerbildungsanstalten in Vallendar und Geilenkirchen, kam erneut in Gestapo-Haft, wurde 1944 zum Wehrdienst als Marinelehrer im Rang eines Feldwebels einberufen und geriet in Kriegsgefangenschaft.

### Nachkriegszeit
Nach 1945 nahm Seidelmann sofort wieder die Beziehungen zu neu begründeten Pfadfinder- und weiteren Jugendgruppen auf und hielt diese zeitlebens aufrecht. Insbesondere wirkte er in der Älterenorganisation Freideutscher Kreis und im Verband Deutscher Altpfadfindergilden.  1946 war er Mitbegründer der Heimvolkshochschule Hustedt und war sodann für den 1947 gegründeten BJR unter Alois Johannes Lippl als Leiter von Jugendleiterschulen in Bayern (so im Jahr 1948 in Schloss Neubeuern) tätig. Nach ähnlichen Funktionen in Baden-Württemberg unterrichtete er in Landerziehungsheimen, bevor er 1955 als Oberstudiendirektor an das Gymnasium Frankenberg und 1956 als Leiter des Studienseminars Marburg berufen wurde. 1961 wurde er als Nachfolger von Werner Meyer zum Leiter des Hessischen Instituts für Lehrerfortbildung in der Reinhardswaldschule ernannt. Diese Position behielt Seidelmann bis zu seiner Pensionierung 1964. Danach hatte er mehrere Jahre den Vorsitz eines wissenschaftlichen Prüfungsamtes an der Universität Frankfurt inne. Zudem war er ab 1957 Lehrbeauftragter für Praktische Pädagogik und ab 1971 Honorarprofessor für Erziehungswissenschaft an der Philipps-Universität in Marburg, wo er bis kurz vor seinem Tod seine Lehrtätigkeiten ausübte. Kurz vor der Verleihung der Ehrendoktorwürde ebendort verstarb Seidelmann 1979 und hinterließ fünf Kinder.

## Nachwirken und Bedeutung (Auszug)
Von 1956 bis 1967 gab er zusammen mit dem Religionspädagogen Fritz Uplegger (Kassel) die insgesamt 37 Hefte umfassende Serienschrift „Pädagogische Rundbriefe aus den freideutschen Kreisen“ (mit etwa 500 Abonnenten) heraus, in denen pädagogische und bildungspolitische Fragen im Hinblick auf einen demokratischen Bildungsreformkurs thematisiert wurden. Seidelmann war zudem ständiges Mitglied des „Freideutschen Konvents“. Mit dem Ulmer Oberbürgermeister Theodor Pfizer und Vertretern des Deutschen Städtetages war er 1965 an der Einrichtung der „Bildungspolitischen Gespräche“, eines öffentlichen Forums zur Diskussion dringender Bildungsreformfragen, beteiligt. Zusammen mit den Erziehungswissenschaftlern Gerd Iben, Hermann Stutte, Elisabeth Blochmann und dem Jugendrechtler Kurt Lücken wirkte er bis in die frühen siebziger Jahre im „Sozialpädagogischen Arbeitskreis“, welcher Lehrveranstaltungen anbot, die Pädagogen, Professoren und Studenten zur Diskussion sozialpädagogischer Probleme zusammenbrachte. Er förderte internationale Jugend- und Lehrerbegegnungen. Daneben war er als Autor und Mitverfasser zahlreicher Fachaufsätze und Werke über Pädagogik, Pfandfindertum sowie eines Lexikons von Volks- und Wandervogelliedern bekannt. Außerdem war er Förderer der Vereinigung Jugendburg Ludwigstein und des Archivs der deutschen Jugendbewegung, das heute seinen schriftlichen Nachlass bewahrt.

## Ehrungen  (Auszug)
- 1963: Verleihung des Ordens Palmes Académiques seitens der französischen Staatsregierung für Verdienste in deutsch-französischen Jugend- und Lehrerbegegnungen
- 1969: Bundesverdienstkreuz 1. Klasse für pädagogische und bildungspolitische Aktivitäten und Verdienste

## Veröffentlichungen (unvollständige Liste)

### Monografien
- Dichtung in der Gegenwart (Der Schatten des Todes in der Dichtung), 1948
- Musische Erziehung in der Schule (Auftrag und Zusammenspiel der musischen Bildungsbereiche). Verlag Luchterhand (Reihe: Schule in Staat und Gesellschaft), 1965
- Die Deutsche Jugendbewegung (Klinkhardts Pädagogische Quellentexte), 1966
- Die „dritte Phase“: Die Fort- und Weiterbildung der Lehrer, 1967
- Gruppe – soziale Grundform der Jugend, Teil 1 – Darstellung; Hannover (Schroedel) 1970; Teil 2 Quellen und Dokumente, Hannover, 1971 (Schroedel)
- Gruppenpädagogik im Schulunterricht (Goldmann Verlag), 1975. ISBN 978-3-442-85010-5
- Die Pfadfinder in der deutschen Jugendgeschichte, mehrbändig, 1977; (Neuauflage: Pädagogisches Verlagskontor, Halle/Saale und Freiburg), 1991. ISBN 3-7826-9050-8

### Herausgeber/Mitwirkender
- Lieder der Spur (Mitautor: Sebastian Losch), 1934
- Neue Jungenlieder, Potsdam 1934
- Schüler – Lehrer – Eltern – Der Mensch in der Schule, (Sechs Fragen zum Verhältnis von Eltern und Schule) 1970